# Szkody
Szkody (niem. Skodden, 1938–1945 Schoden) – wieś w Polsce położona w województwie warmińsko-mazurskim, w powiecie piskim, w gminie Biała Piska. W latach 1975–1998 miejscowość administracyjnie należała do województwa suwalskiego.

## Historia
Wieś powstała w ramach kolonizacji Wielkiej Puszczy. Wcześniej był to obszar Galindii. Wieś ziemiańska, dobra służebne w posiadaniu drobnego rycerstwa (tak zwani wolni, ziemianie w języku staropolskim), z obowiązkiem służby rycerskiej (zbrojnej). W XV w. wieś wymieniana w dokumentach pod nazwą Schoden, Scoden.
Osada powstała przed wojną trzynastoletnią (1454–1466). Wieś wzmiankowana już w 1471 r., lokowana w 1480 r., na 38 łanach na prawie magdeburskim, przez komtura bałgijskiego Erazma von Reitzensteina z obowiązkiem trzech służb zbrojnych. Dodatkowo mieszkańcy otrzymali 2 łany między jeziorem Roś a jakimś „Bleyen sehe”. W 1509 r. Michał ze Szkód zakupił od prokuratora piskiego 6 łanów na prawie magdeburskim, położonych między jeziorem Roś a wsią Pilchy. Z kolei w 1515 bracia Maciej i Jan ze Szkód zakupili od prokuratora piskiego Jerzego von Kolbitz ziemię w Falęcinie.